# Wanyuan
Wanyuan är en stad på häradsnivå som lyder under Dazhous stad på prefekturnivå i Sichuan-provinsen i sydvästra Kina.